# Jo Johnson

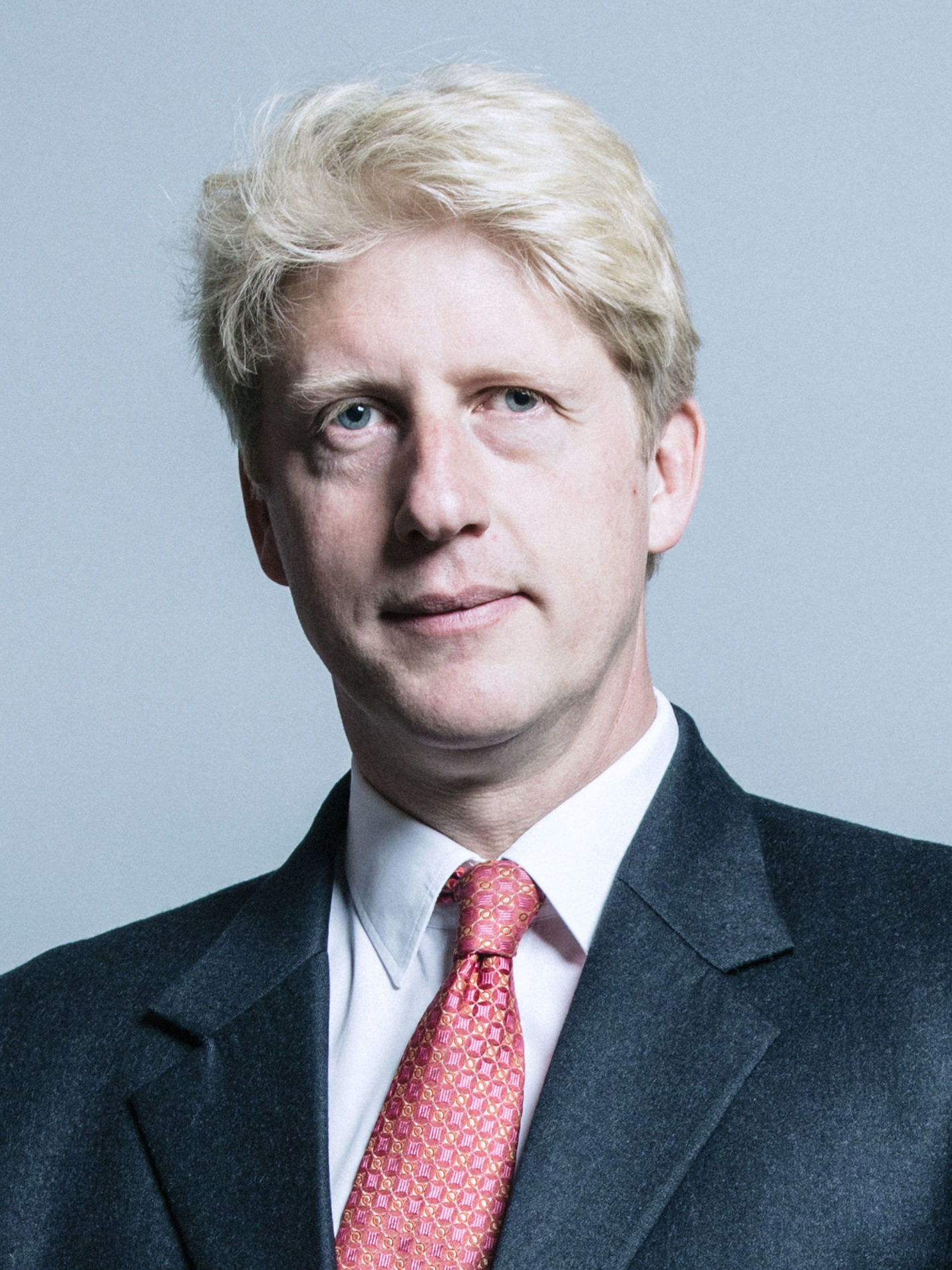
Jo Johnson (2017)

Joseph Edmund Johnson (Londen, 23 december 1971) is een Britse politicus die sinds 2010 in het Britse Lagerhuis werkzaam is als parlementslid voor Orpington (Engeland). Hij is lid van de Conservatieve partij. Zijn oudere broer, Boris Johnson, was de leider van de Britse Conservatieven en de premier van het Verenigd Koninkrijk.

## Politieke carrière
In 2013 werd Johnson aangesteld als directeur van de 'Number 10 policy unit' door de toenmalige premier David Cameron. In 2014 werd Johnson de staatssecretaris voor de 'Cabinet Office' en in 2015 staatssecretaris voor het departement voor Universiteiten, Wetenschap, Onderzoek en Innovatie (Engels: Universities, Science, Research and Innovation). Na een herschikking van het kabinet in 2018 door de toenmalige premier Theresa May werd Johnson staatssecretaris voor Transport en Minister voor Londen. In november van 2018 trad Johnson af en noemde als belangrijkste redenen het mislukken van de brexit-onderhandelingen waardoor de beloften van de Vote Leave campagne niet werden gerealiseerd en daarnaast zijn eigen wens om campagne te voeren voor een tweede brexit-referendum. In 2019 werd Johnson lid van het kabinet onder leiding van zijn broer Boris Johnson die in juli was gekozen als nieuwe leider van de Conservatieve partij en daardoor de nieuwe premier van het Verenigd Koninkrijk was geworden. In dit kabinet nam Jo Johnson wederom de positie in als staatssecretaris voor Universiteiten. In september 2019 trad Johnson terug uit het kabinet en gaf als reden dat hij het nationale belang niet meer kon verenigen met een familiale loyaliteit. Hij gaf tegelijkertijd aan zich niet meer kandidaat te stellen als parlementslid bij nieuwe algemene verkiezingen.